# 南朝公卿補任
南朝公卿補任（なんちょうくぎょうぶにん）は、南北朝時代における南朝方公卿の官位を記した職員録とされる書物。言わば『公卿補任』の南朝版としての体裁を採っているものの、偽書の可能性が早くから指摘されており、今日史料として使用されることはほとんどない。南朝補任・吉野朝公卿補任（よしのちょう―）とも。

## 概要
全4冊より成り、第一冊は延元2年（1337年）から正平7年（1352年）まで、第二冊は正平8年（1353年）から同23年（1368年）まで、第三冊は正平24年（1369年）から天授6年（1380年）まで、第四冊は弘和元年（1381年）から元中9年（1392年）までを収録する。書式は『公卿補任』と同様、南朝における関白以下参議以上及び非参議・従三位以上の公卿の姓名を序列順に列挙し、彼らの叙任や兼官に関して注記する体裁を採る。所載の公卿は計106名に上るが、その中には正平一統の際に南朝に帰順した足利尊氏や義詮の名も現れる。なお、本書の重要な特徴の一つに、史実と反して長慶天皇の在位を認めない立場（非在位説）を採用していることが挙げられる。

## 作者・来歴
故実家藤貞幹の偽作とするのが通説だが、それを裏付ける史料はない。もっとも貞幹偽作説の出現は早く、天保年間には流布していた模様である。
来歴には大別して2系統あり、一方が寛政5年（1793年）河本公輔によって書写されたもの、他方が翌年（1794年）柳原紀光（『続史愚抄』の編者）によって書写されたものである。両者とも自家に伝来する希書であるかのように吹聴しているものの、実際には双方同一の内容を持つことや、写本が程なく市中に流布したことを考えると、その背景として偽作者による画策や裏交渉が存在していた可能性がある。この件に関して、岡本保孝が「況斎雑記」で、本書は貞幹が偽作して河本に売ったものであると明記していることは注目に値する。ただし、仮に貞幹による偽作だとしても、その前提となる動機や知見がどの程度のものであったかなど、未解明な点は少なくない。
現在、写本は内閣文庫（8種）･国立国会図書館（2種）･宮内庁書陵部（3種）･尊経閣文庫・大和文華館などに所蔵されるが、翻刻本は未刊である。

## 評価
- 寛政6年（1794年） - 塙保己一が立原翠軒ら水戸学者からの依頼を受けて『南朝公卿補任考』を著し、その中で初めて偽書説を主張する。
- 寛政11年（1799年） - 本居宣長が『玉勝間』巻7「吉野朝の公卿補任」の中で、「いとめづらしきふみなり」と賞賛。真書と信じて疑わなかった。
- 文政4年（1821年） - 足代弘訓が『寛居雑纂』の中で、改めて偽書説を主張。これより前、足代は塙と偽書説について対談したこともあった。
- 天保3年（1832年） - 曲亭馬琴の書簡の中に、「南朝公卿補任一巻これは京の無仏が偽作と申もの候へども」とある。貞幹偽作説の初見。
- 明治28年（1895年） - 井上頼圀が「典籍雑攷」の中で、塙・足代の主張を紹介しながら偽書説を発表。史学界に偽書説を広めるきっかけとなる。
- 大正11年（1922年） - 吉澤義則が岡本保孝の「況斎雑記」を引用して貞幹偽作説を紹介。ただし、吉澤はこの説に対して懐疑的であった。
- 昭和52年（1977年） - 日野龍夫が『江戸人とユートピア（朝日選書78）』の中で貞幹偽作説を断定的に紹介し、以降これが半ば通説と化す。
- 近年では、単なる偽書として一蹴するのではなく、何らかの具体的史料に依拠して偽作されたものと一定の歴史的評価を与える向きがある。森茂暁も「すべてが事実に反する記事内容だというわけでもないので、使用法を考慮すれば有効に使えそうな史料ではある」と、史料価値を限定的に認める見解を示している[4]。